# Юбарі (повіт)
Пові́т Ю́барі (яп. 夕張郡, ゆうばりぐん, МФА: [juːbaɾʲi guɴ]) — повіт в Японії, в окрузі Сораті префектури Хоккайдо.